# PGC 61240
LEDA/PGC 61240 ist eine Galaxie im Sternbild Pfau am Südsternhimmel, die schätzungsweise 205 Millionen Lichtjahre von der Milchstraße entfernt ist. Sie ist Mitglied der vier Galaxien zählenden NGC 6483-Gruppe (LGG 415).